# 托坎廷斯州蒙蒂桑图
托坎廷斯州蒙蒂桑图（葡萄牙語：Monte Santo do Tocantins）是巴西托坎廷斯州的一个市镇。总面积1091.548平方公里，总人口1858人，人口密度1.7人/平方公里。